# Zawór antyskażeniowy
Zawór antyskażeniowy – urządzenie mechaniczne, które umożliwia ochronę sieci wodociągowej przed zanieczyszczeniem w wyniku wystąpienia przepływu zwrotnego.
Sytuacja taka może zaistnieć gdy:
1. nastąpi nagłe obniżenie ciśnienia w sieci wodociągowej spowodowane zamknięciem lub otwarciem zasuwy, pęknięciem przewodu, dużymi spadkami ciśnienia (np. pracą pompy hydroforowej, nadmiernym zapotrzebowaniem na wodę, dużym rozbiorem punktowym np. z hydrantu przeciwpożarowego. Zjawisko takie nosi nazwę lewarowania zwrotnego.
2. w wyniku wystąpienia ciśnienia zwrotnego mającego swe źródło w systemie znajdującym się poza instalacją wodociągową, w którym ciśnienie czasami przewyższa ciśnienie występujące w tej instalacji. Zjawisko to nosi nazwę przepływu zwrotnego ciśnieniowego.

W zabezpieczeniu wykorzystuje się między innymi:
- przerwę powietrzną, która zlokalizowana jest pomiędzy najniższym punktem otworu wlotowego doprowadzającego wodę a maksymalnym awaryjnym poziomem płynu w zbiorniku
- mechaniczne rozłączenie
- napowietrzanie w sposób naturalny przez ciśnienie atmosferyczne